# Slovenská církevní provincie
Slovenská provincie římskokatolické církve byla zřízena roku 1977 a existovala do 31. března 1995, kdy byla rozdělena na Košickou provincii a Bratislavsko-trnavskou provincii.
Skládala se z těchto diecézí:
- metropolitní arcidiecéze trnavská, od roku 1995 arcidiecéze bratislavsko-trnavská se sídlem v Trnavě, vznikla roku 1977 z trnavské apoštolské administratury, která byla roku 1922 vyňata z ostřihomské arcidiecéze. Roku 2008 byla rozdělena na metropolitní arcidiecézi bratislavskou a sufragánní arcidiecézi trnavskou.
- diecéze banskobystrická, založena roku 1776
- diecéze nitranská, založena roku 880, obnovena roku 1110. Roku 2008 z ní byla vyčleněna diecéze žilinská, k níž připadla i část dosavadní banskobystrické diecéze.
- diecéze košická, diecéze zřízena 1804, roku 1995 povýšena na metropolitní arcidiecézi
- diecéze spišská, zřízena roku 1776
- diecéze rožňavská, zřízena roku 1776

## Historie
Většina Slovenska spadala před vznikem Československa k Ostřihomské a Jagerské provincii.
V Československu za první republiky sídlily dvě církevní provincie, česká v Praze a moravská v Olomouci, na Slovensku samostatná církevní provincie až do roku 1977 neexistovala. Prvorepubliková vláda usilovala o to, aby se hranice církevních provincií přizpůsobily státním hranicím (části území Československa spadaly do působnosti polských a maďarských biskupů). K dohodě však nedošlo a mnichovská krize pak dořešení zabránila.
Papežská bula „Ad ecclesiastici regiminis incrementum“ ze dne 2. září 1937, o zevní delimitaci československých diecézí, prohlásila slovenské diecéze (Košickou, Rožňavskou a Spišskou z Jagerské provincie a Báňskobystřickou, Nitranskou, Mukačevskou a Prešovskou z Ostřihomské provincie) za přímo podřízené apoštolskému Stolci. Současně byly části Rožňavské a Košické diecéze ležící na území Maďarského království vyňaty z těchto diecézí a rovněž přímo podřízeny apoštolskému Stolci prostřednictvím expozitur, a bylo potvrzeno vynětí území trnavské apoštolské administratury z ostřihomské arcidiecéze a rovněž vynětí 45 farností diecéze Satumarské. Veškeré farnosti byzantského obřadu na československém státním území, dosud rozdělené do diecézí společně s římskokatolickými farnostmi, podřídila bula řeckokatolické diecézi Mukačevské.
Za Pražského jara 1968, kdy došlo k částečné obnově církevního života, Vatikán zpočátku váhal a s návrhem na zřízení slovenské církevní provincie s arcibiskupstvím v Bratislavě a převedení některých území z působnosti polských biskupů pod české a moravské diecéze tak přišel až po sovětské okupaci, na podzim 1968. Československá strana a vláda dlouho odolávaly snahám státního církevního sekretariátu o zahájení jednání, v březnu 1969 byro ÚV KSČ na přípravu jednání přistoupilo, ale již v dubnu 1969 rozhodlo o zastavení příprav. K jednáním došlo v roce 1972, Vatikán však vyžadoval v rámci změn hranic provincií zřízení nové provincie zvýšení počtu biskupů (ve hře bylo zřízení nových diecézí v západních Čechách a na severní Moravě), na což stát nepřistoupil, pokud Vatikán nezakročí proti tajně působícím biskupům a katolickým emigrantům. Delegace se pak v červenci 1976 dohodly na zřízení nové Slovenské církevní provincie se sídlem v Trnavě a na úpravě hranic diecézí podle státních hranic Československa. Jednání byla završena v září 1977, předsednictvo ÚV KSČ dohodu schválilo v říjnu 1977 a příslušná papežská bula byla publikována k 30. prosinci 1977.